# (73610) Klyuchevskaya
(73610) Klyuchevskaya – planetoida z pasa głównego asteroid okrążająca Słońce w ciągu 2,61 lat w średniej odległości 1,89 j.a. Odkryta 17 października 1977 roku. Przed nadaniem nazwy planetoida nosiła oznaczenie tymczasowe (73517) 1054 T-3.